# Las Tinajas, delstaten Mexiko
Las Tinajas är en ort i Mexiko, tillhörande Cuautitlán Izcalli kommun i delstaten Mexiko. Las Tinajas ligger i den centrala delen av landet och tillhör Mexico Citys storstadsområde. Orten hade 639 invånare vid folkmätningen 2010.